# 越南國旗
越南國旗的名稱是「金星紅旗」（越南语：／），自1955年11月30日開始採用。國旗的長寬比例為2:3，中心是一顆黃色五角星（金星）標誌越南共產黨的領導地位，紅色表示革命和勝利。五角星的五個角分別表示士、农、工、商、兵。

## 历史
金星红旗最早出现在1940年11月23日。第一面金星红旗的设计者名叫阮有进（越南语：Nguyễn Hữu Tiến，1901－1941），1901年在越南河南省出生，是一位革命者。1940年底，越南南方的部分士兵对法国殖民主义的虐待极为不满而决定举行起义，这一决定得到印度支那共产党南圻党部的支持和指导，起义时间定于1940年11月23日凌晨。起义的领导者认为起义需要一面旗帜作为鼓舞群众士气和指挥的标志，于是设计旗帜的任务就交给了阮有进。经过几昼夜的构思和设计，阮有进完成了这一特殊的任务，设计出“金星红旗”的样旗。起义领导人对样旗十分满意，正式决定作为起义的标志。
1940年11月23日，起义的枪声打响。当时，从边和到金瓯，南部平原18个省的人民举起金星红旗，参加抗击法国殖民主义者的南圻起义。特别是在重要的革命纪念日，金星红旗不断展现，逐渐成为越南共产党领导下的越南民族解放革命的象征。
1945年8月16日，在越南北部宣光省新潮选举了以胡志明主席为首的越南民族解放委员会，决定以金星红旗作为越南国旗，举行了八月革命。
1946年11月，越南第一届国会第二次会议决定：以金星红旗为越南民主共和国国旗。
1955年，对金星的图案进行修正，成为现今样式。
1976年，越南南北统一，金星红旗成为全越南的国旗。

## 设计
| 绘制方法           | 标准 |
| ------------------ | --- |
|                    | \| \| 越南社会主义共和国的国旗为长方形，宽度为长度的三分之二。在鲜红色旗地的中心是一个明亮的五角金星。 \| \| ——1992年版越南宪法 \| \| |
|                    | 越南社会主义共和国的国旗为长方形，宽度为长度的三分之二。在鲜红色旗地的中心是一个明亮的五角金星。                                      |
| ——1992年版越南宪法 | |

## 色彩标准
| Scheme  | 红色          | 黄色         |
| ------- | ------------- | ------------ |
| Pantone | 1788          | Yellow       |
| CMYK    | 0, 83, 87, 15 | 0, 0, 100, 0 |
| RGB     | 218, 37, 29   | 255, 255, 0  |
| HTML    | #da251d       | #ffff00      |

## 文化

### 半旗

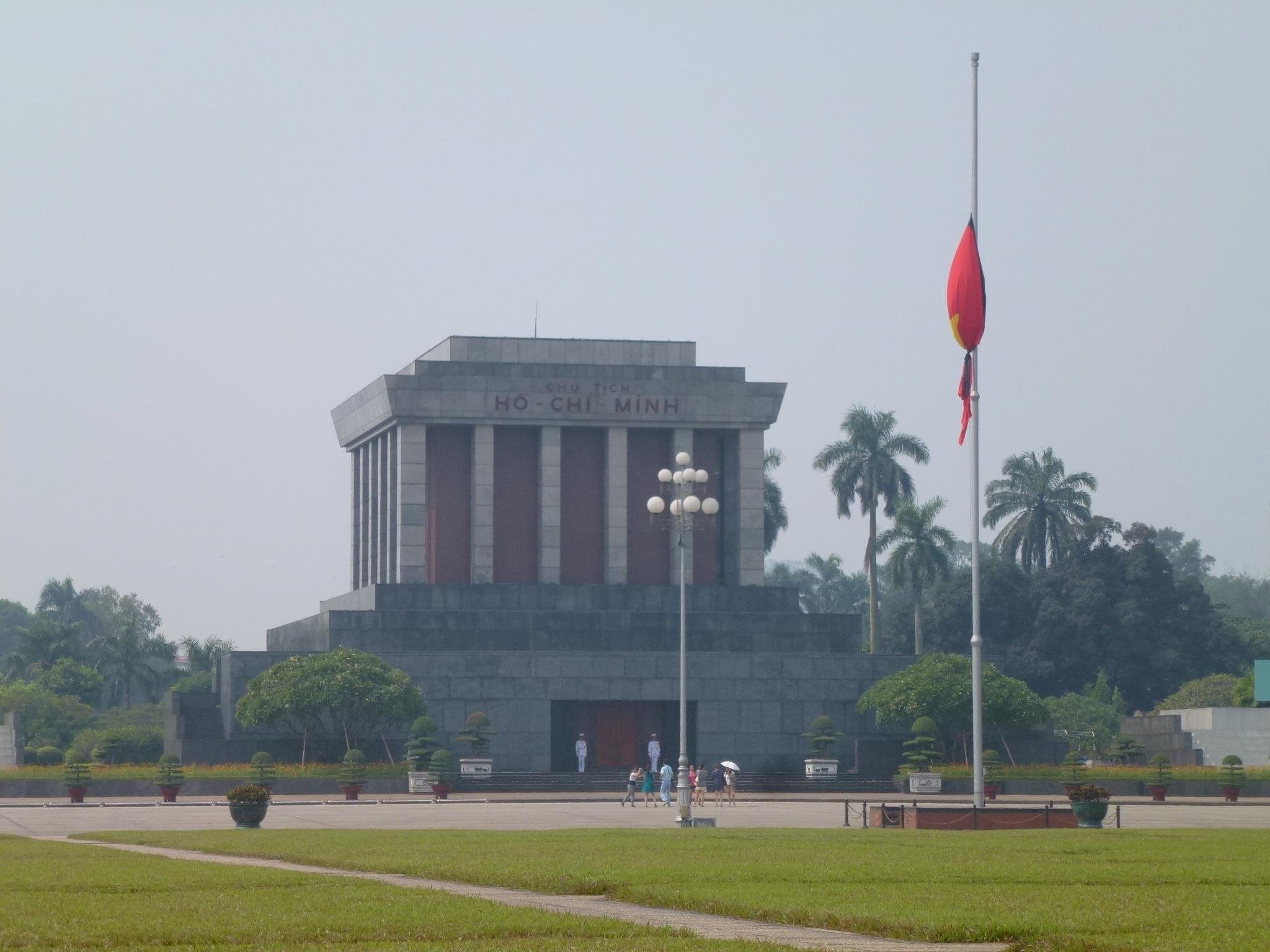
2013年10月12日，为悼念武元甲大将，河内巴亭广场降半旗致哀

在越南国内举国哀悼的场合（例如现任或前任党和国家领导人逝世而举办国葬），国旗通常会降下半旗，与此同时会跟黑丝带捆绑在一起，其目的是为了表达对逝者的哀悼与尊重，而且越南人认为只要国旗挂上黑丝带则不可飘扬，升至旗杆全长三分之一的位置，黑丝带的大小须为国旗的十分之一。
越南历史上曾为胡志明、黎笋、阮文灵、范文同、武志公、武元甲大将、潘文凯、陈大光大将、杜梅、黎德英大将、黎可漂上将、阮富仲、陈德良等逝世的党和国家领导人降过半旗。

## 历代国旗
红、黄二色始终是越南旗帜的主色调，此色调早在西山朝便已出现。
法國殖民時代，阮朝開始以紅、黃二色旗為君主個人旗幟，直至1945年越南帝國滅亡為止。
1946年交趾支那（南圻）成為自治共和國以後使用黃底三藍線旗為國旗。
1948年6月2日越南臨時中央政府頒布黃底三紅線旗為國旗，此後的越南國、越南共和國等政權皆延續此形式。
1975年，越南共和國滅亡後，至今三線旗仍然是國外反對越共政權的越僑普遍使用的民族標誌，現時這面旗在越南國內不允許公開展示。
1969年，越南南方共和国采用一面金星红旗的变体旗帜，并在西贡解放后取代了三线旗。直到1976年南北统一，改用金星红旗。

### 曾作為國旗的阮朝旗幟
| 國旗 | 國家                                               | 使用                                                               |
| ---- | -------------------------------------------------- | ------------------------------------------------------------------ |
|      | 嘉隆帝及嗣德帝的个人旗帜                           | 1863年起当作国旗使用                                               |
|      | “大南旗”（Đại Nam Kỳ），同庆帝的个人旗帜，1885年至1890年使用 | 1885年至1890年使用                                                 |
|      | 大南帝国                                           | “龙星旗”（Long tinh kỳ），成泰帝、维新帝和启定帝的个人旗帜，1890年至1920年使用 |
|      | 阮朝                                               | “龙星旗”（Long tinh kỳ），启定帝和保大帝的个人旗帜，1920年至1945年使用         |
|      | 越南帝国                                           | 1945年3月至6月间使用                                               |

| 國旗 | 國家       | 使用           |
| ---- | ---------- | -------------- |
|      | 安南保护国 | 1887年－1954年 |
|      | 越南帝国   | 1945年5月－8月 |

| 國旗 | 國家           | 使用           |
| ---- | -------------- | -------------- |
|      | 南圻自治共和国 | 1945年－1949年 |
|      | 越南国         | 1948年－1955年 |
|      | 越南共和国     | 1955年－1975年 |
|      | 越南南方共和国 | 1969年－1976年 |

| 國旗 | 國家               | 使用                  |
| ---- | ------------------ | --------------------- |
|      | 越南民主共和国     | 1945年8月22日－1955年 |
|      | 越南民主共和国     | 1955年－1976年        |
|      | 越南社会主义共和国 | 1976年至今            |

### 其他旗帜

越南國民黨 1929年－1945年使用的另外一面旗幟
越南國民黨 1927年－至今
安沛兵变，又稱颜白叛变當中，越南革命军的旗帜是半红/半黄；红色象征着它的奋斗，黄色代表着民族。 它曾被用于1947年。
越南托洛茨基主义党（1931－1946）
越南国家恢复联盟（1939－1951）
平龙川军的旗帜
阮朝和越南帝国皇帝的旗帜
越南共产党 1930年－至今
越南共和國军 1955年－1975年
人民勞動革命黨 1955年－1975年
被压制民族斗争统一战线 1964年－1992年
越南人民行動黨 1991年－至今
大越革命党黨旗 1965年－至今
新大越党（1964年－至今）
越南国民军军旗（1955年－1975年）
越南国和越南共和国的海军旗帜（1952年－1975年）
越南人民军军旗（1955年－至今）
越南人民武装力量民兵军旗（1955年－至今）

## 图册

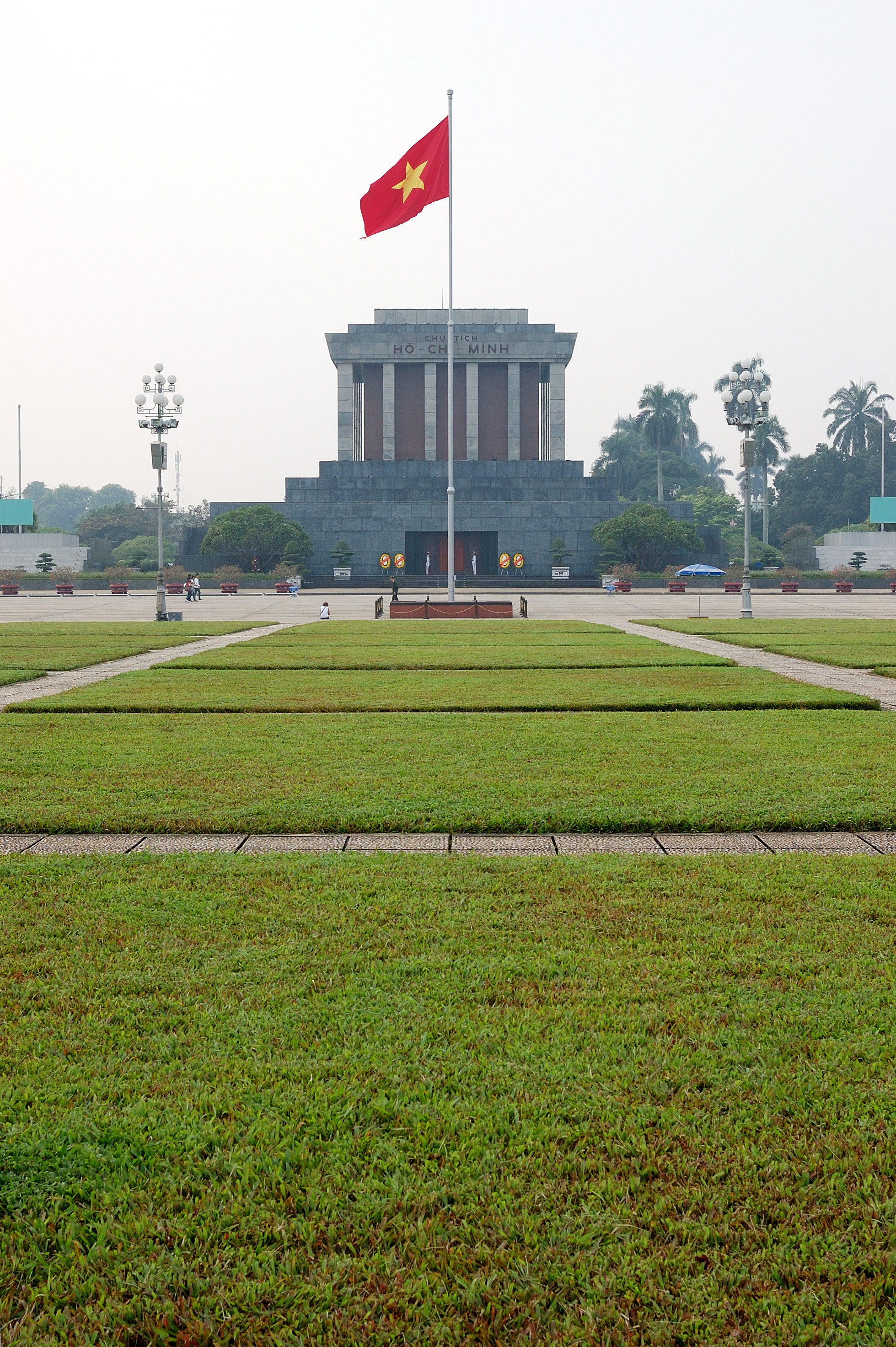
河内巴亭广场上的越南国旗
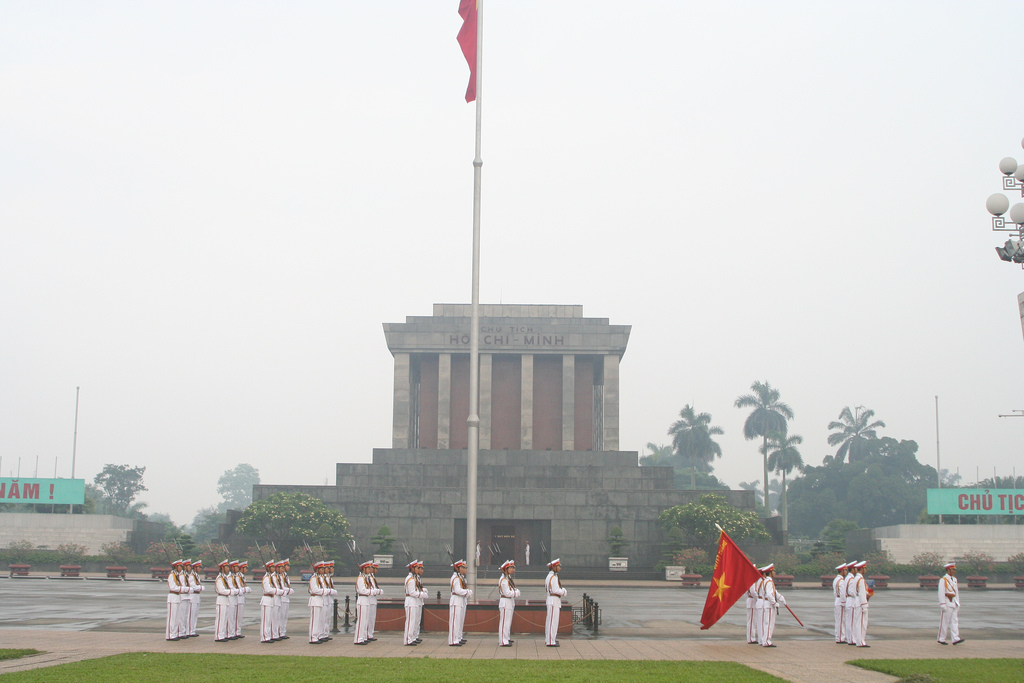
河内巴亭广场上的升旗仪式
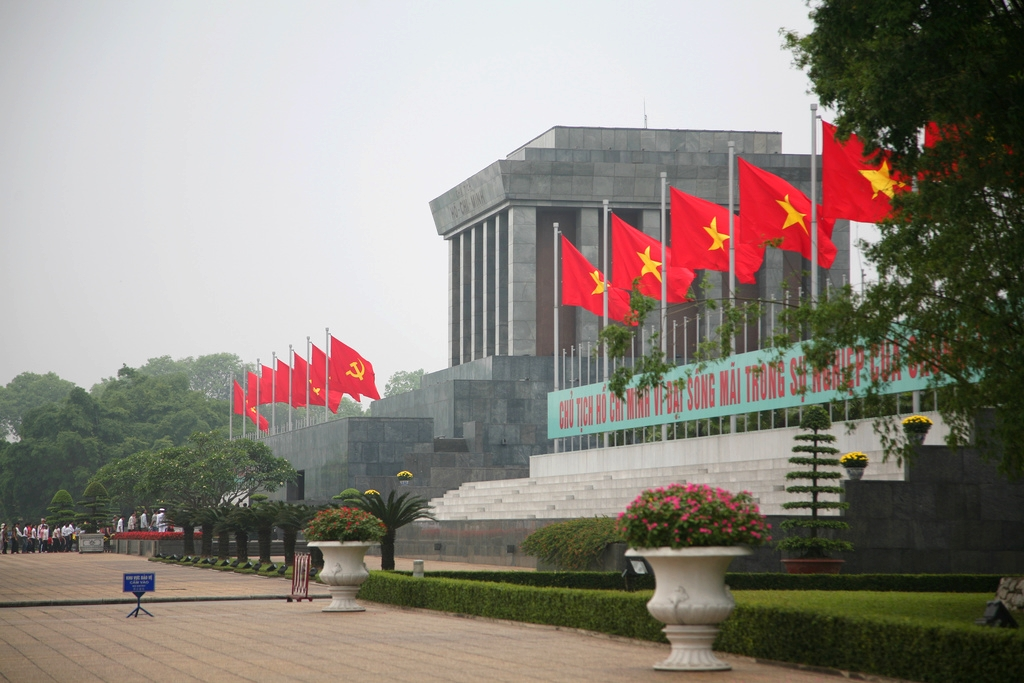
在河内胡志明纪念堂两边的越南国旗和越南共产党党旗
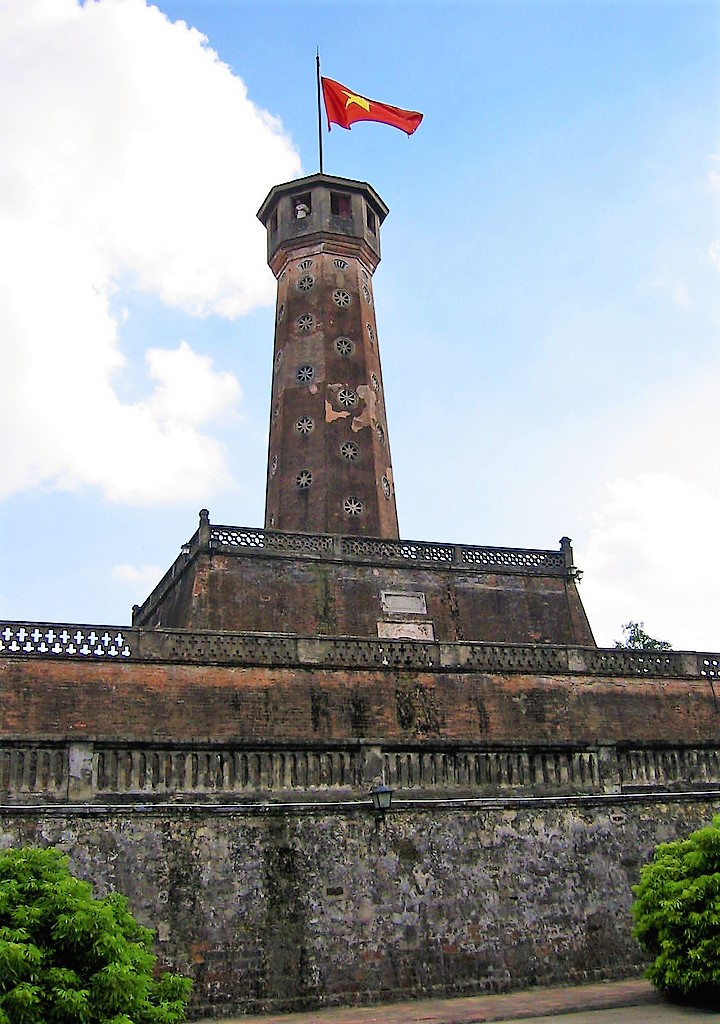
河内旗台上的越南国旗
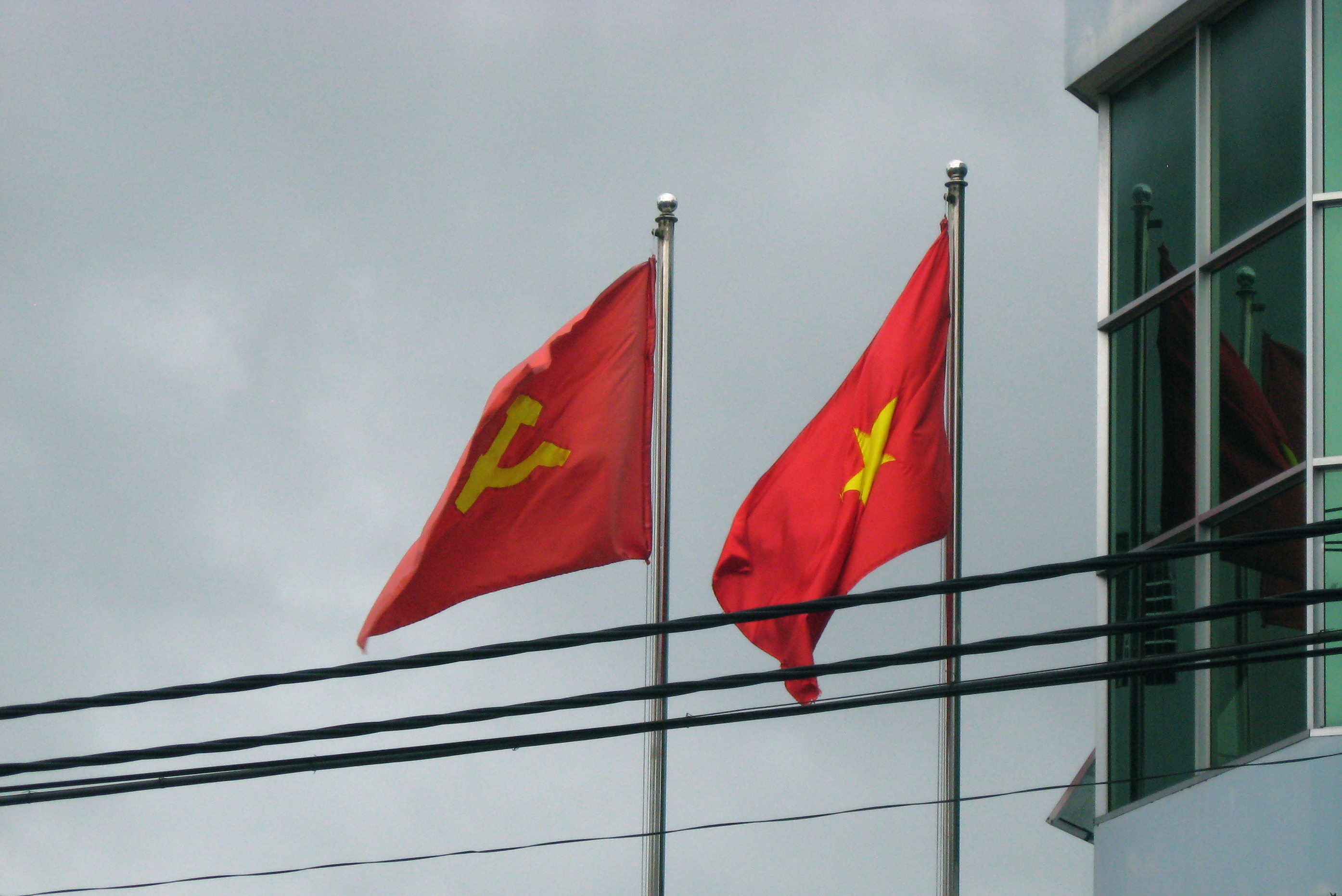
越南国旗与越共党旗在岘港并排悬挂

## 外部連結
- 越南國旗介紹網址 （页面存档备份，存于）（之一）
- 越南國旗介紹網址 （页面存档备份，存于）（之二）